# موضوعية جديدة

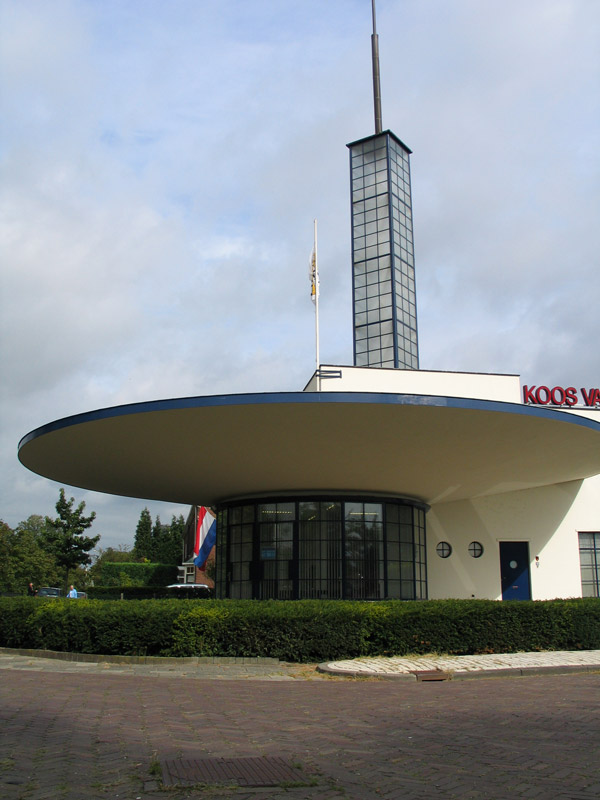
محطة بنزين نايميخن (هولندا)

الموضوعية الجديدة (بالألمانية: Neue Sachlichkeit) هي حركة في الفن الألماني نشأت في عشرينيات القرن العشرين كرد فعل ضد التعبيرية. صاغ هذا المصطلح غوستاف فريدريش هارتلاوب، مدير كونستهالي في مانهايم، واستخدمه كعنوان لمعرض فني أُقيم في عام 1925 لتسليط الضوء على الفنانين الذين كانوا يعملون بروح ما بعد التعبيرية، إذ أن هؤلاء الفنانين ومن بينهم ماكس بيكمان وأوتو ديكس وجورج غروسز وكريستيان شاد ورودولف شليشتر وجين مامين، رفضوا الانخراط الذاتي والشوق الرومانسي للتعبيرية، ووجه مثقفو فايمار عمومًا دعوة إلى التسلح من أجل التعاون والمشاركة العامة ورفض المثالية الرومانسية.
على الرغم من أن المصطلح يصف بشكل أساسي اتجاهًا في الرسم الألماني، إلا أنه أخذ مسارًا خاصًا به وأصبح يميز نمط الحياة العامة في فايمار الألمانية وكذلك الفن والأدب والموسيقى والعمارة التي أُنشئت بغرض التكيف مع هذا النمط. كان القصد من الموضوعية الفلسفية بدلًا من أن تشير إلى هدف معين، أن تنطوي على تحول نحو المشاركة العملية مع العالم، وهو موقف كل الأعمال التجارية الذي يفهمه الألمان على أنه أمريكي في جوهره.
انتهت الحركة بشكل أساسي عام 1933 وذلك بسبب سقوط جمهورية فايمار وصعود النازيين إلى السلطة.

## المعنى
على الرغم من أن «الموضوعية الجديدة» كانت الترجمة الأكثر شيوعًا للمصطلح الألماني «Neue Sachlichkeit»، فقد كان هنالك ترجمات أخرى مثل «حقيقة جديدة» و«رصانة جديدة» و«نزاهة جديدة». يقول مؤرخ الفن دنيس كروكيت إنه ليس هناك ترجمة إنجليزية مباشرة للمصطلح، ويجزئ المعنى في اللغة الألمانية الأصلية:
يجب فهم Sachlichkeit بالرجوع إلى جذرها Sache، الذي يعني «شيء» أو «حقيقة» أو «الموضوع» أو «الكائن». يمكن فهم Sachlich بطريقة أفضل على أنها بمعنى «حقيقي» أو «صادق» أو «غير متحيز» أو «عملي» أو «دقيق». Sachlichkeit هي الاسم من الصفة/ الظرف وعادة ما تعني «حقيقة الأمر».
يجادل كروكين على وجه الخصوص ضد وجهة النظر التي تنطوي على الترجمة «الاستكانة الجديدة»، ويقول إنها سوء فهم شعبي للنمط الذي تصفه. تأتي الفكرة وراء الاستكانة من فكرة أن عصر الثورات الاشتراكية العظمى قد انتهى، وأن المثقفين اليساريين الذين كانوا يعيشون في ألمانيا في ذلك الوقت أرادوا التكيف مع النظام الاجتماعي المتمثل في جمهورية فايمار. يقول كروكيت أن الفن الذي يتبع أسلوب الموضوعية الجديدة كان من المفترض أن يكون أكثر تقدمًا في العمل السياسي من أساليب التعبيرية التي انقلب ضدها: «الموضوعية الجديدة أمريكانية وعبادة للهدف والحقيقة الصعبة والميل للعمل الوظيفي والضمير المهني والفائدة».

## خلفية
كان جزء كبير من عالم الفن تحت تأثير التعبيرية والمستقبلية في الفترة التي سبقت الحرب العالمية الأولى، وقد تخلى كلاهما عن أي شعور بالنظام أو الالتزام بالموضوعية أو التقاليد. كانت التعبيرية بشكل خاص الشكل السائد للفن في ألمانيا، وتمثلت في العديد من جوانب الحياة العامة المختلفة مثل الرقص والمسرح والرسم والعمارة والشعر والأدب.
تخلى التعبيريون عن الطبيعة وسعوا للتعبير عن التجربة العاطفية، وغالبًا ما ركزوا فنهم حول الاضطراب الداخلي (القلق)، سواء كرد فعل على العالم الحديث أو الاغتراب عن المجتمع أو في خلق الهوية الشخصية. ردد التعبيريون أيضًا بالتوافق مع هذا الاستحضار للقلق وعدم الارتياح تجاه الحياة البرجوازية، بعض مشاعر الثورة نفسها كما فعل المستقبليون. يتضح هذا من خلال مختارات شعرية تعبيرية صدرت عام 1919 بعنوان غروب البشرية وهذا ما يعبر عن أن البشرية كانت في حالة من الغروب، أي أنه كان هناك زوال وشيك لأسلوب قديم للوجود وتحته رغبة بزوغ فجر جديد.
جاء نقاد التعبيرية من دوائر عديدة، إذ بدأ نقد قوي للدادائية من اليسار. عُقد اجتماع لدعاة الدادائية الأوائل في سويسرا التي كانت دولة محايدة في الحرب، ووضحوا قضيتهم المشتركة وأرادوا استخدام فنهم كشكل من أشكال الاحتجاج الأخلاقي والثقافي واقترحوا التخلص من قيود اللغة الفنية بنفس الطريقة التي رفضوا بها الحدود الوطنية. أرادوا استخدام فنهم للتعبير عن الغضب السياسي وتشجيع العمل السياسي. عبرت التعبيرية بالنسبة للدادائيين عن كل قلق وخوف في المجتمع، لكنها كانت عاجزة عن فعل أي شيء حيال ذلك.
أطلق بيرتولت بريشت وهو كاتب مسرحي ألماني، نقدًا مبكرًا آخر للتعبيرية مشيرًا إليها على أنها مقيدة وسطحية. كان لألمانيا برلمان جديد لكنها تفتقد إلى البرلمانيين تمامًا كما في السياسية، جادل أيضًا أنه كان هناك في الأدب تعبير عن البهجة بالأفكار، لكن من دون أفكار جديدة وفي المسرح «إرادة للدراما» لكن من دون دراما حقيقية. عبرت مسرحياته المبكرة مثل بال وطبول في الليل عن نبذ الاهتمام العصري بالتعبيرية.
اكتسب المزيد من النقاد المحافظين قوة خاصة في نقدهم لأسلوب التعبيرية بعد دمار الحرب. أدت العودة إلى النظام في الفنون في جميع أنحاء أوروبا، إلى أعمال كلاسيكية جديدة على يد الحداثيين مثل بيكاسو وسترافينسكي والابتعاد عن التجريد كما فعل الكثير من الفنانين مثل ماتيس وميتزينغر. انتشرت العودة إلى النظام بشكل خاص في إيطاليا.
كان لدى الفنانين الألمان في عام 1912-1922 القليل من المعرفة بالاتجاهات المعاصرة في الفن الفرنسي وذلك بسبب قيود السفر. كان هنري روسو الذي توفي في عام 1910، الرسام الفرنسي ذو التأثير الأكثر وضوحًا في أعمال الموضوعية الجديدة. في جميع الأحوال، وجد بعض الألمان إلهامًا مهمًا في صفحات المجلة الإيطالية فالوري بلاستيشي، التي تضمنت صورًا لآخر لوحات الواقعيين الإيطاليين الكلاسيكيين.